# TGL (기업)
TGL(Technical Group Laboratory, Inc)는 다양한 컴퓨터 시스템과 소프트웨어의 개발, 구축 및 기획을 다루는 일본의 회사이다. 이 회사는 자바, C, C++, 오라클, asp, 리눅스, 유닉스, 윈도우 NT 운영 체제를 지원한다.

## 게임
- 프린세스 퀘스트 R
- 미소녀 닌자 모험기 시리즈
- 파랜드 시리즈
- 세인트아이즈